# LibriVox
O LibriVox é um projeto não-comercial, sem fins lucrativos e livre de anúncios publicitários,
que doa suas gravações ao domínio público. O Librivox é conduzido por voluntários que mantêm uma estrutura administrativa flexível, e congrega voluntários de todas as partes do mundo. Segundo a própria organização, o objetivo do Librivox é '"tornar todos os livros em domínio público disponíveis gratuitamente na internet"'.
O projeto começou em agosto de 2005 e em 31 de outubro de 2007 tinha mais de mil obras disponíveis. Em agosto de 2012, 100 milhões de downloads já haviam sido feitos de livros da coleção.Em setembro de 2013, o Librivox atingiu a marca de 7000 obras catalogadas. A maior parte das gravações no Librivox são em inglês, língua em que se desenvolve a maior parte dos trabalhos de gravação e catalogação, seguidas das em alemão e francês, embora estejam disponíveis audiolivros em mais de 20 idiomas.